# The Lord of Steel
The Lord of Steel je dvanácté studiové album americké heavy metalové skupiny Manowar. Album vyšlo v červnu 2012 jako nástupce alba Battle Hymns MMXI z roku 2010.

## Seznam skladeb
1. „The Lord of Steel“ (4:07)
2. „Manowarriors“ (4:46)
3. „Born in a Grave“ (5:47)
4. „Righteous Glory“ (6:10)
5. „Touch the Sky“ (3:49)
6. „Black List“ (6:58)
7. „Expendable“ (3:10)
8. „El Gringo“ (4:57)
9. „Annihilation“ (4:00)
10. „Hail Kill and Die“ (3:56)
11. „The Kingdom of Steel (Bonus Track)“ (7:21)

## Obsazení
- Eric Adams – zpěv
- Karl Logan – kytara, klávesy
- Joey DeMaio – basová kytara, klávesy
- Donnie Hamzik – bicí